# Abdelkabir El Ouadi
Abdelkabir El Ouadi, né le 20 février 1993, est un footballeur marocain évoluant au poste d'Ailier à Smouha SC.

## Carrière
- 2011-jan. 2014 :   Wydad de Fès
- depuis  jan. 2014 :  Raja de Casablanca[2]
  - jan. 2017-2017 :  AS FAR (prêt)

## Palmarès

### En Club
Raja CA
- Coupe du Trône :
  - Vainqueur : 2017
- Coupe nord-africaine des clubs 2015
  - Vainqueur : 2015

### En sélection nationale
Équipe du Maroc junior :
- Jeux méditerranéens
  -  Médaille d'or en 2013
- Jeux de la Francophonie
  -  Finaliste en 2013
- Jeux de la Solidarité Islamique
  -  Médaille d'or en 2013

### Distinctions Personnelles
- Meilleur Footballeur Espoir de la Botola Pro (2013-2014)[3].